# Télécom Bretagne
Télécom Bretagne, dawniej École nationale supérieure des télécommunications de Bretagne – francuska politechnika  mieszcząca się w Breście. Jej specjalnością jest telekomunikacja i informatyka.
Uczelnia powstała w 1977 roku.